# Tastmodell

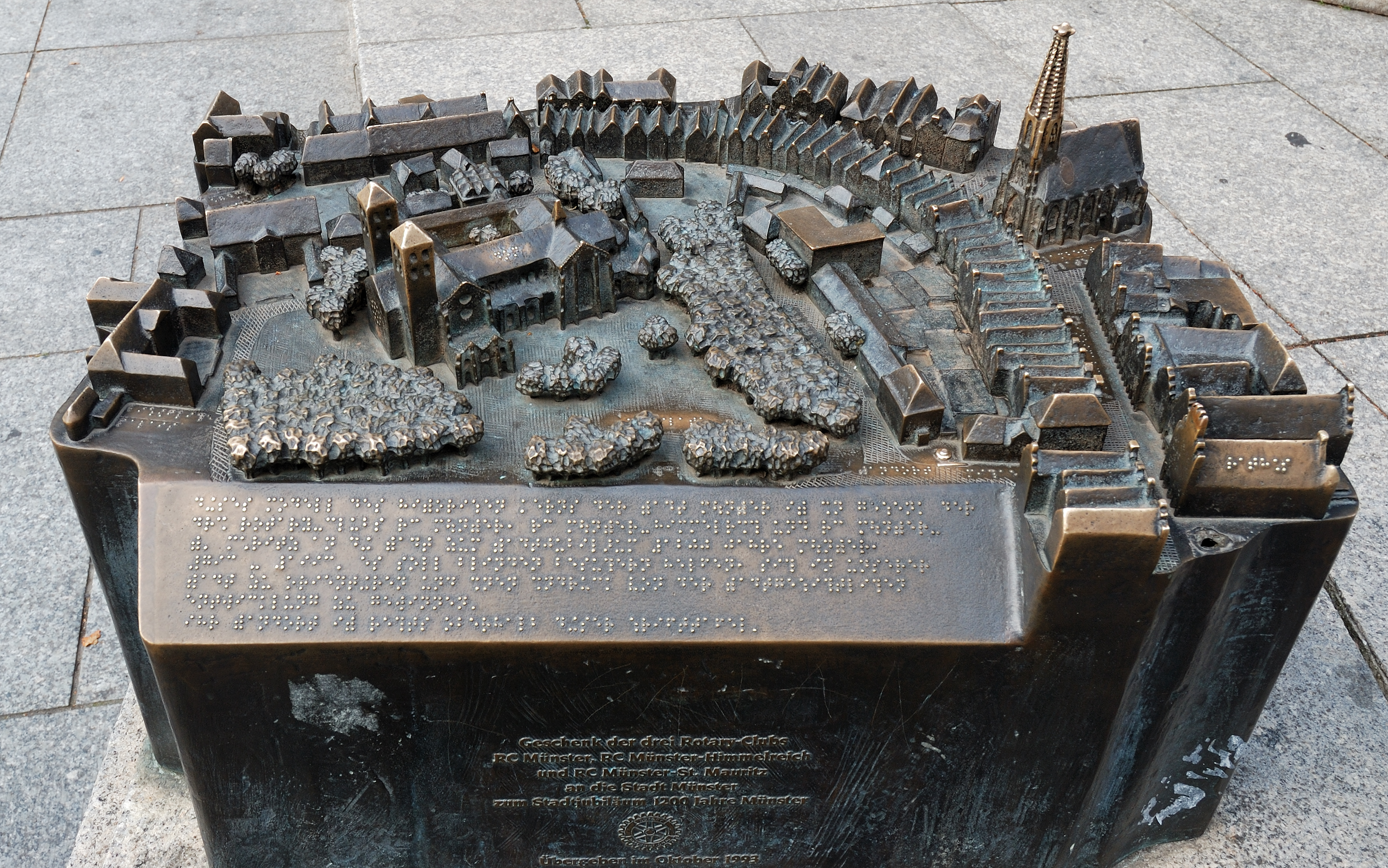
Tastmodell des Stadtzentrums
von Münster mit großer Informationstafel in Blindenschrift

Tastmodelle (auch Blindenmodelle oder taktile Modelle) sind maßstäblich stark verkleinerte, detailgetreue dreidimensionale Nachbildungen von kompletten Städten oder Stadtteilen, Sehenswürdigkeiten oder Denkmalen. Blinde und sehbehinderte Menschen können durch Betasten dieses Hilfsmittels eine bessere Vorstellung von den Formen, Strukturen und Dimensionen der dargestellten Objekte bekommen. Entfernungen und Höhenunterschiede, die Anordnung von Gebäuden oder der Verlauf eines Flusses durch eine Stadt lassen sich anhand des Modells mit den Fingerkuppen ablesen. Stadtmodelle werden auch von Touristen zur Information und Orientierung genutzt.
Die Tastmodelle werden von Bildhauern, Objektdesignern und Modellbauern entworfen und gestaltet. Sie stehen in der Regel etwas erhöht auf Sockeln und sind meist zusätzlich in Brailleschrift beschriftet.

## Verwendete Materialien
Im Gegensatz zu plastischen Stadtmodellen, die nicht berührt werden sollen und deshalb oft von schützenden Glasschaukästen umgeben sind, werden Tastmodelle speziell zum Zweck des Berührens und Betastens aus besonders robusten Materialien hergestellt.

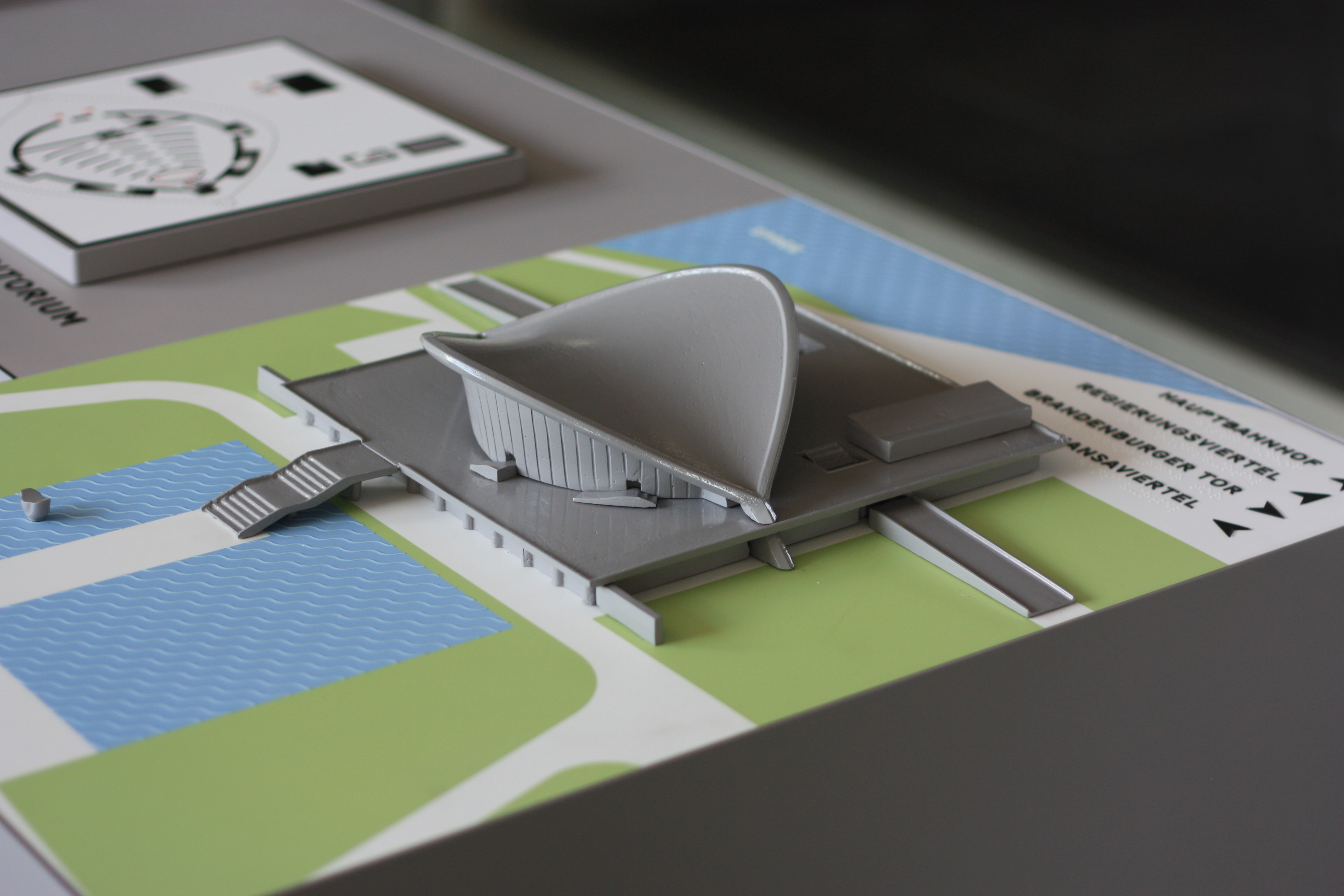
Tastmodell des Hauses der Kulturen der Welt in Berlin mit Relief- und Brailleschrift

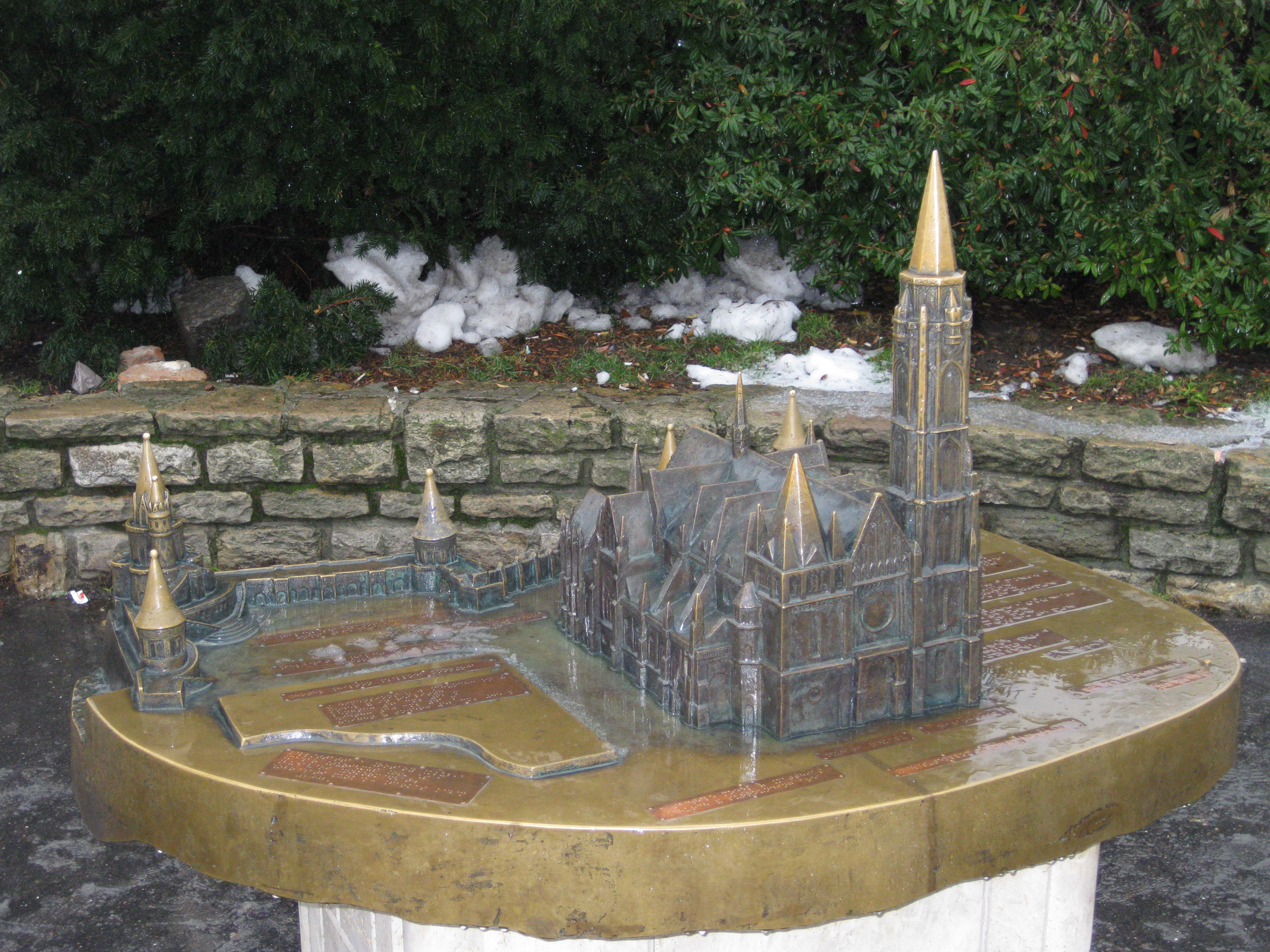
Die Matthiaskirche in Budapest: Bronze-Tastmodell mit deutlich „blankgegriffenen“ Turmspitzen

### Bronze
Das am häufigsten verwendete Material für Tastmodelle ist Bronze. Bronzemodelle werden im Wachsausschmelzverfahren hergestellt, das eine besonders detailgetreue und filigrane Wiedergabe ermöglicht. Die am meisten berührten Stellen der Bronzemodelle sind oft auffällig glänzend.
Ein Großteil der existierenden Stadtmodelle aus Bronze wurde von dem deutschen Bildhauer Egbert Broerken entworfen und hergestellt, dessen Arbeiten in mehr als 120 Orten in Deutschland, Österreich, Frankreich und in der Schweiz zu finden sind.

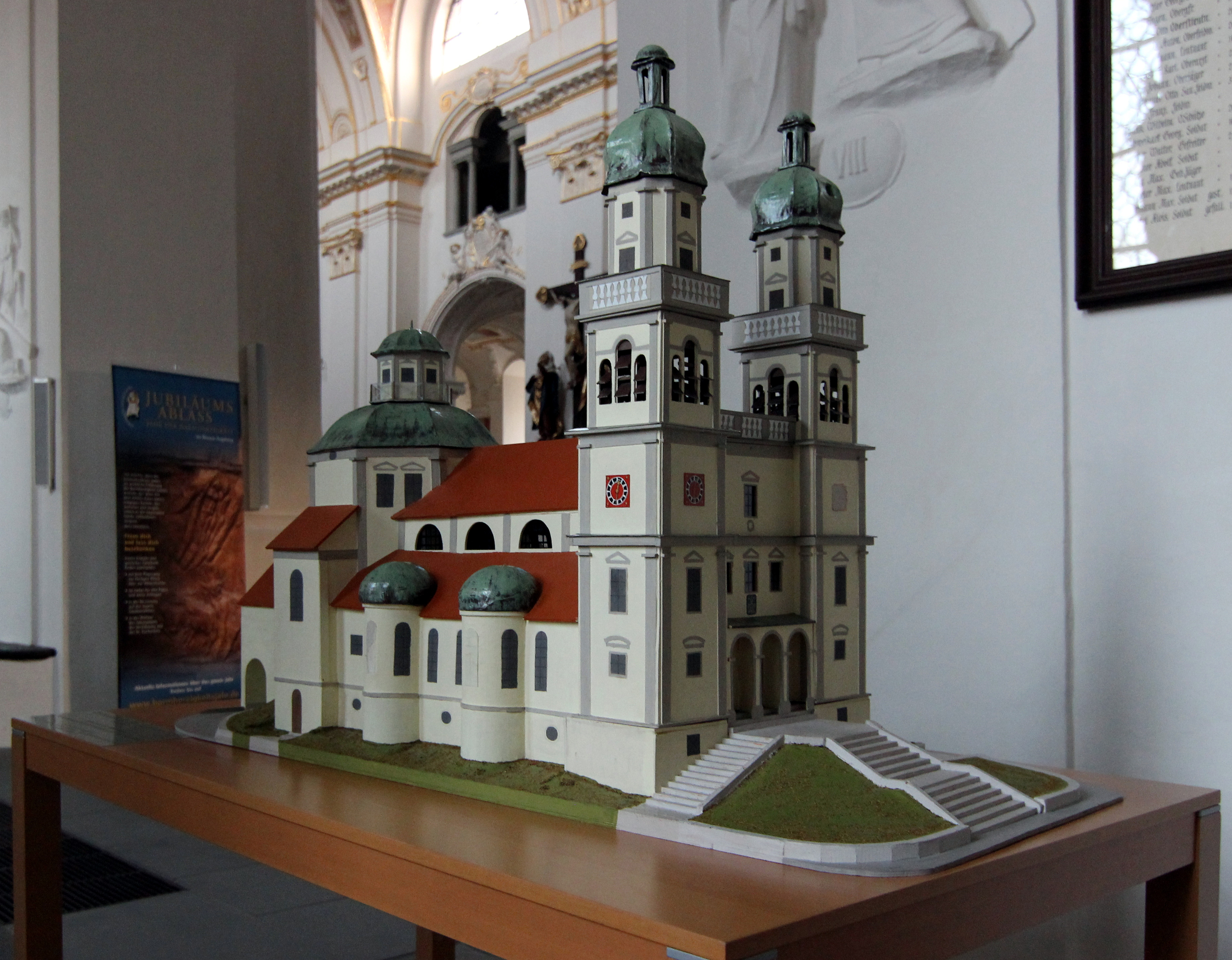
Tastmodell der Basilika St. Lorenz in Kempten (Holz/Styropor)

### Aluminium
Die jeweils 50 × 50 cm großen Tastmodelle der Würzburger Residenz, der Alten Mainbrücke, des St.-Kilians-Doms und des Rathauses in Würzburg wurden aus wetterbeständigem Aluminium hergestellt. Diese Modelle wurden in Zusammenarbeit mit dem Würzburger Blindeninstitut von einem Modellbauer der dortigen Vinzenz-Werkstätten angefertigt.

### Messing
Auf dem Marktplatz der Stadt Neubrandenburg steht ein Tastmodell aus Messing, das mit einer Schutzschicht gegen Witterungseinflüsse überzogen wurde. Das 1,20 × 1,20 m große Modell ist pultartig geformt und zeigt die Innenstadt von Neubrandenburg.

### Holz
In witterungsgeschützten Innenräumen werden auch Tastmodelle aus Holz gezeigt. Sie werden von Holzschnitzern oder Krippenbauern angefertigt. Ein Beispiel hierfür ist in der Basilika St. Lorenz in Kempten (Allgäu) zu sehen. Die Basilika wurde vom Krippenbauer Hermann Weiß im Maßstab 1:100 aus massivem Holz nachgebildet; die Kuppeln bestehen aus versteifter Pappe.

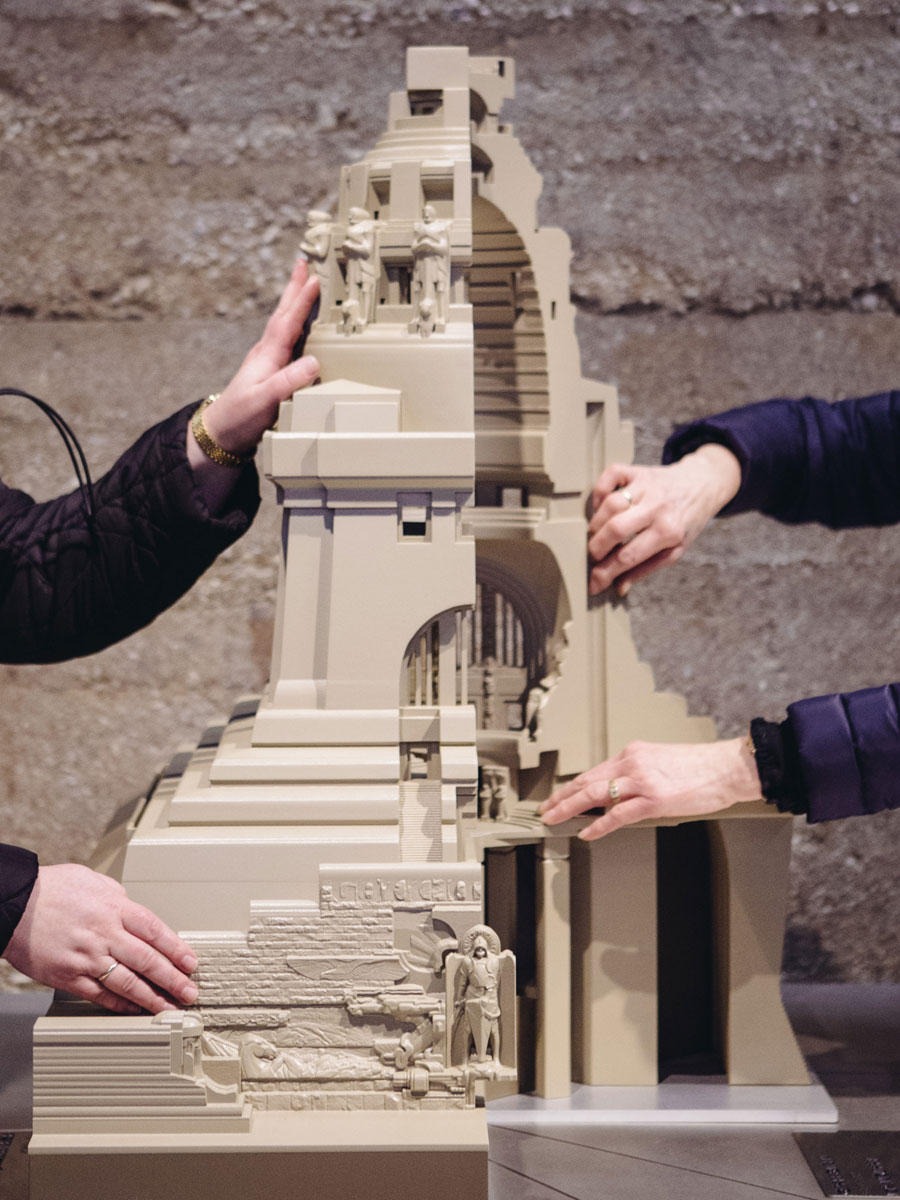
Das Völkerschlachtdenkmal als 3D-Druck-Tastmodell

### Kunststoff
In Leipzig ist seit Dezember 2015 ein 91 cm hohes Tastmodell des 91 Meter hohen Völkerschlachtdenkmals zu sehen, das in innovativer 3D-Drucktechnik aus Kunststoff hergestellt wurde. Eine Besonderheit an diesem Modell ist, dass auch das Innere des Bauwerks teilweise betastbar ist.

## Kosten und Finanzierung
In Abhängigkeit von der Größe des Modells und dem verwendeten Material können Tastmodelle mehrere Zehntausend Euro kosten. Die Finanzierung wird oft von Wohltätigkeitsclubs wie dem örtlichen Lions Club oder Rotary Club, von Stiftungen oder gemeinnützigen Organisationen übernommen oder durch Spendenaktionen ermöglicht.

## Tastmodelle in deutschen Städten (Auswahl)
- Berlin (Innenstadt[6] und Museumsinsel[7])
- Erfurt (Altstadt)[8]
- Kempten (Stadtbild des Jahres 1832[9], Basilika St. Lorenz[4])
- Königstein (Festung Königstein)[10]
- Lübeck (Altstadt)[2]
- Potsdam (Schlosspark Sanssouci)[11]
- Stralsund (Ozeaneum)[12]
- Ulm (Altstadt)[13]
- Weimar (Innenstadt, Standort: Markt 22)[14]
- Westerland (Innenstadt)[15]

Das Tastmodell der Berliner Innenstadt im Maßstab 1: 2.000 gewann im Jahr 2013 bei der 8. Internationalen Design-Biennale in Saint-Étienne den Design-Preis „Design for All Foundation Award 2013“.

## Tastmodelle in Österreich (Auswahl)
- Graz: Kunsthaus Graz[16][17]
  - Grazer Landhaus und Zeughaus Graz[18]
  - Grazer Murinsel[17]
  - Grazer Uhrturm[17]
  - Grazer Oper[17]
  - Grazer Rathaus[17]
- Linz
  - Lentos Kunstmuseum Linz[19]
- Salzburg
  - Salzburger Altstadt[20]
- Tirol
  - Kufstein[21]
- Wien
  - Belvedere[22]
  - Schloss Schönbrunn[23]
  - Wiener Stephansdom[24]

## Tastmodelle in der Schweiz (Auswahl)
- Bern
  - Das Bundeshaus
- Chur
  - Altstadt (Auf dem Martinsplatz)
- Zürich
  - Altstadt (Gegenüber vom Fraumünster an der Limmat)
  - Grossmünster
  - Landesmuseum

## Tastmodelle in der Kunst- und Museumspädagogik

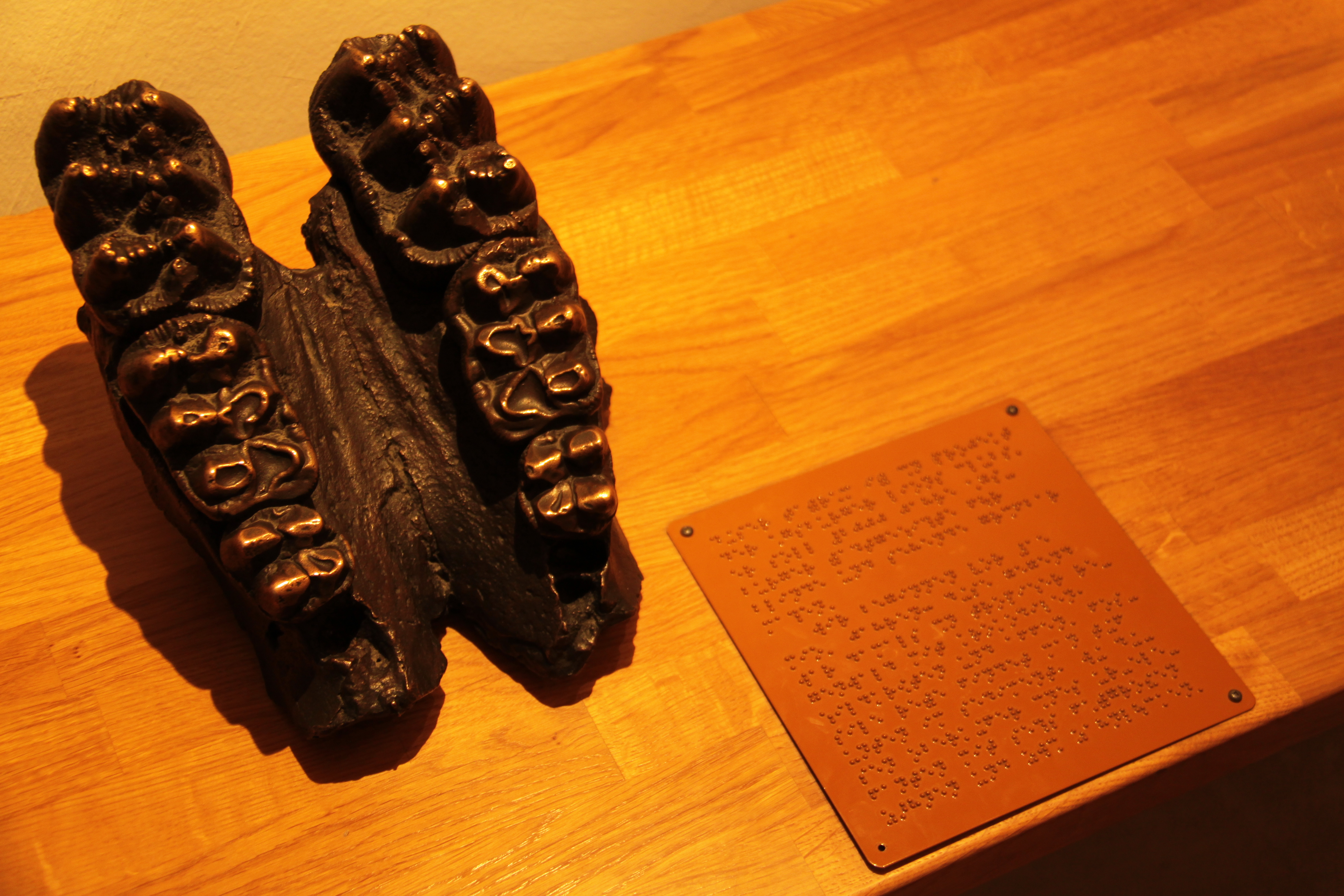
Bronze-Tastmodell eines Mammutbackenzahns mit Braille-Inschrift im Unteren Fletz des Augsburger Rathauses

Im Hinblick auf ein barrierefreies Museum werden in der Kunst- und Museumspädagogik mit Tastmodellen neue Wege beschritten. So werden beispielsweise von berühmten Gemälden Tastmodelle mit herausnehmbaren Elementen hergestellt. Diese meist aus Holz gefertigten Modelle werden bei Führungen für Blinde und Sehbehinderte zur Veranschaulichung des Kunstwerks verwendet.
Während der Ausstellung „Im Licht von Amarna“, die Ende 2012 bis Mitte 2013 im Ägyptischen Museum auf der Museumsinsel in Berlin stattfand, wurde ein Tastmodell der Nofretete-Büste zum „Begreifen“ zur Verfügung gestellt.
Auf der Albrechtsburg in Meißen können seit Januar 2016 plastische Modelle von sechs Wandgemälden mit Darstellungen zur sächsischen Geschichte ertastet werden, die im 3D-Druckverfahren im Format DIN A3 hergestellt wurden. Das landesweit einmalige Projekt wurde vom sächsischen Sozialministerium mit 42.000 Euro gefördert.